# Margaret, Countess of Snowdon

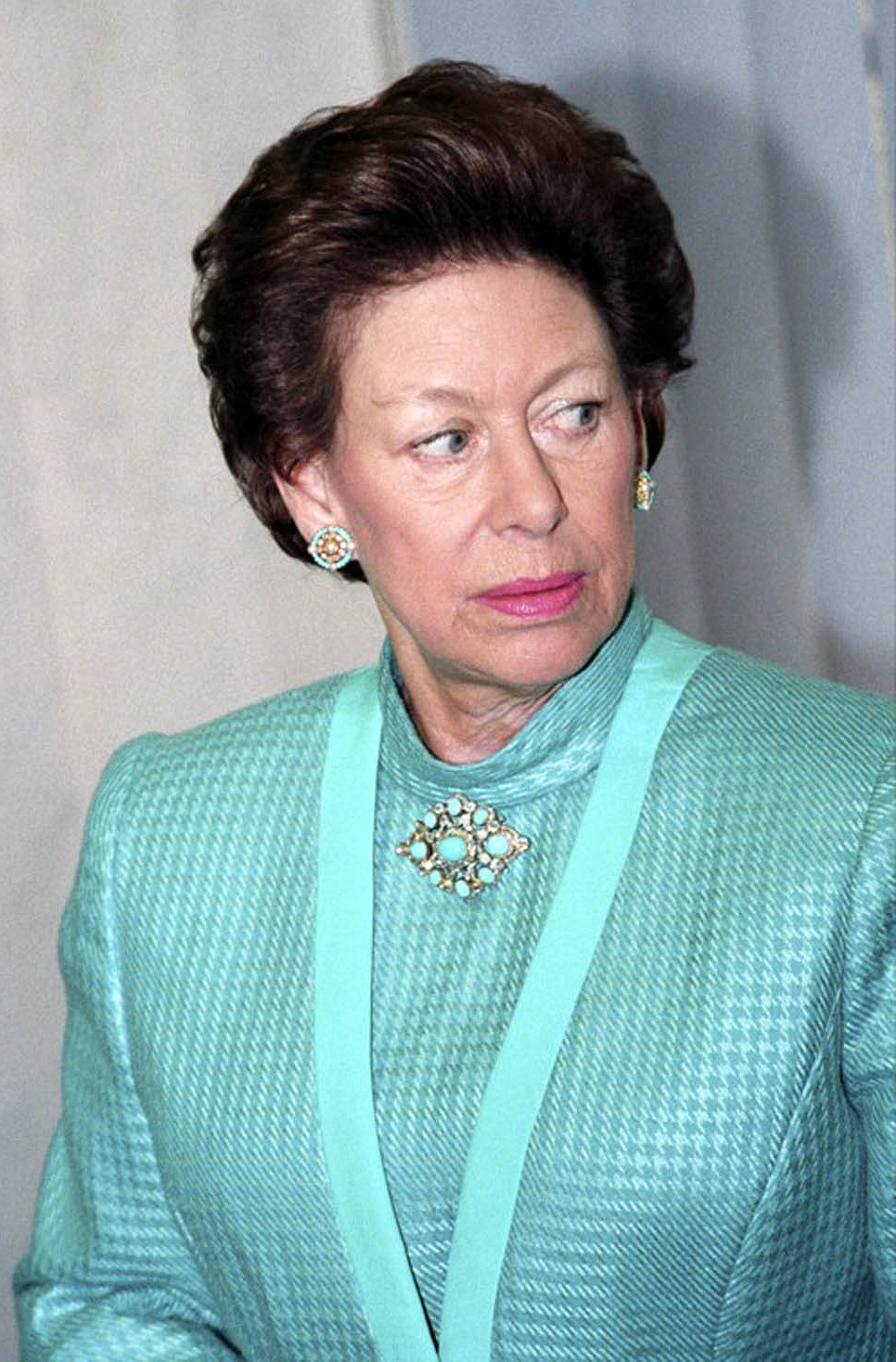
Princess Margaret, Countess of Snowdon

Princess Margaret, Countess of Snowdon (geboren als Her Royal Highness Princess Margaret Rose of York, zeitweise HRH The Princess Margaret), CI, GCVO, aus dem Haus Windsor (* 21. August 1930 auf Glamis Castle, Schottland; † 9. Februar 2002 in London) war die jüngere Schwester der Königin Elisabeth II. und Tochter von König Georg VI. und Königin Elizabeth.

## Leben

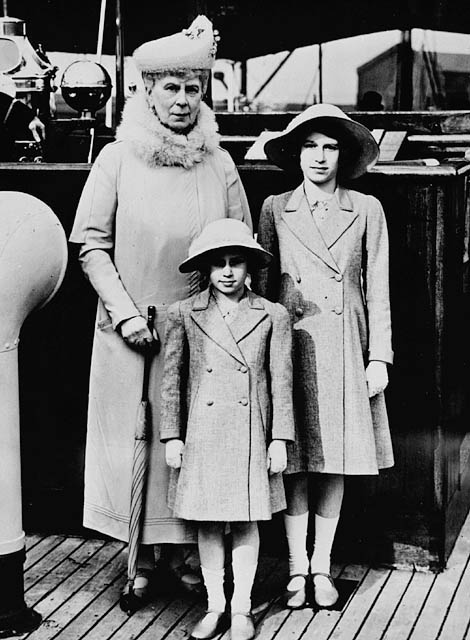
Königin Mary im Mai 1939 mit ihren Enkeltöchtern Margaret (Mitte) und Elisabeth

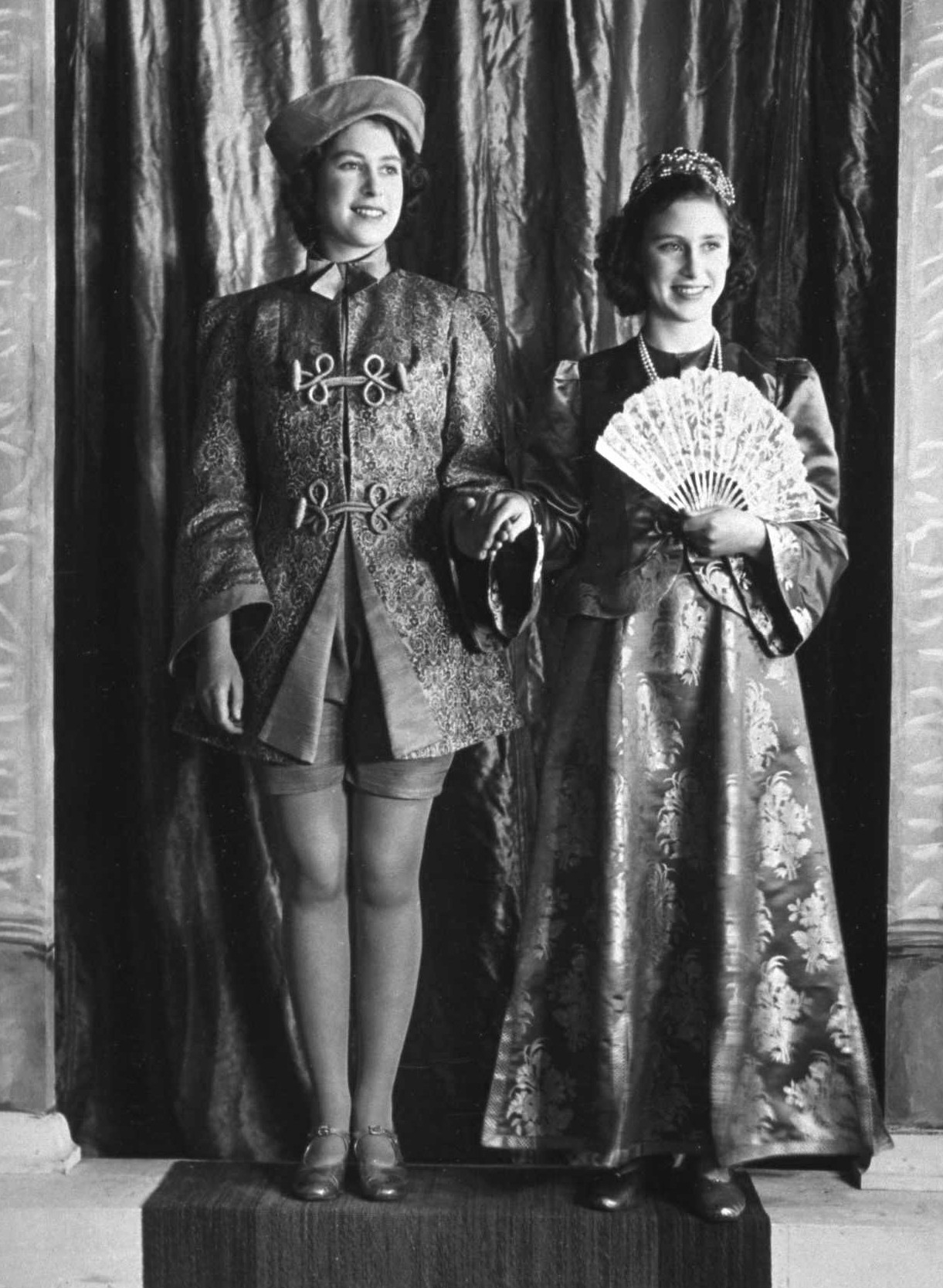
Prinzessin Elisabeth und Prinzessin Margaret bei der Aufführung von Aladdin (1943)

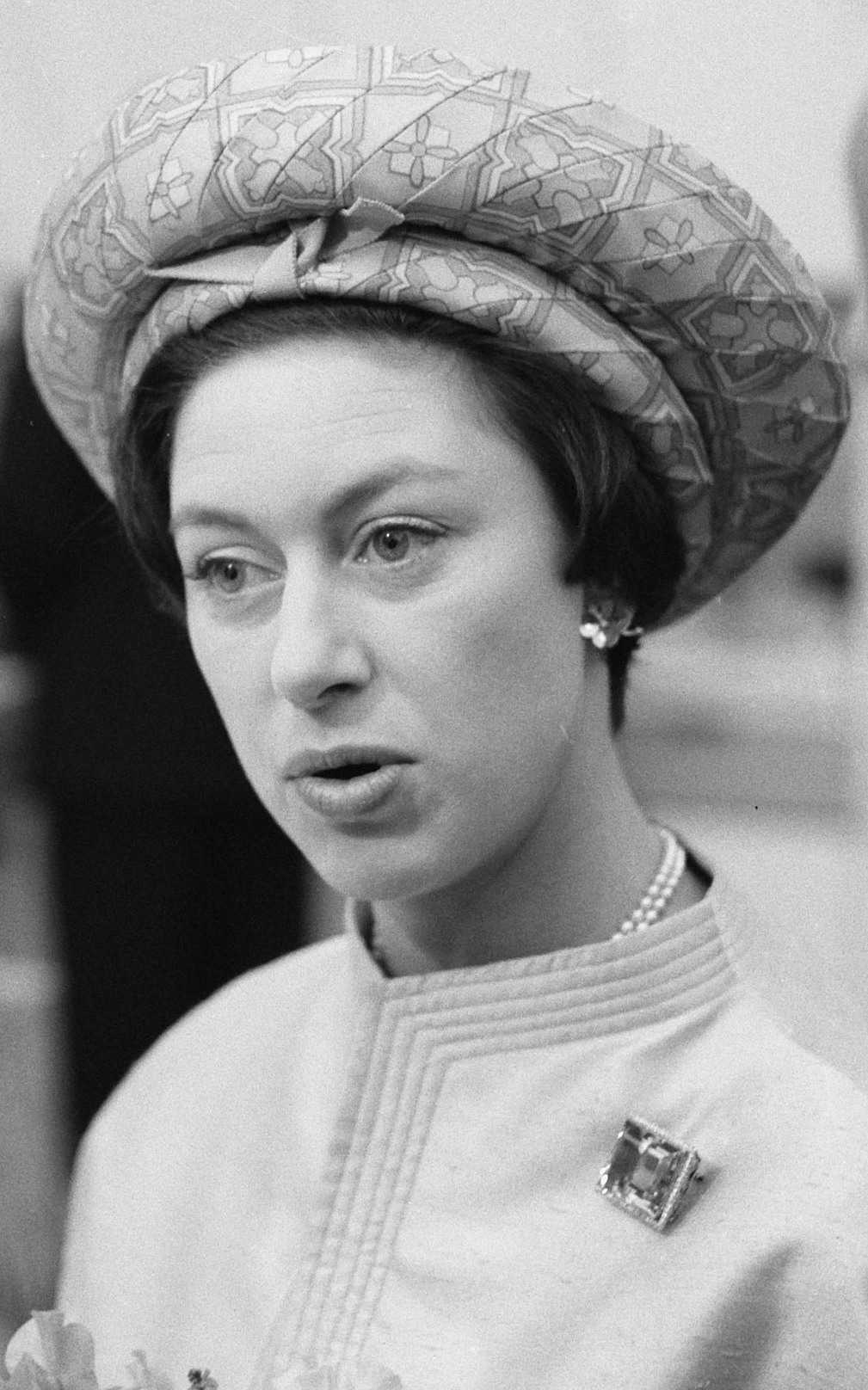
Prinzessin Margaret, Countess of Snowdon (1965)

Princess Margaret of York wurde am 21. August 1930 in Schottland auf Glamis Castle, dem Stammsitz der Familie ihrer Mutter, geboren. Zu diesem Zeitpunkt war Margarets Großvater, Georg V., britischer König. Ihr Vater, der spätere König Georg VI., stand als jüngerer Bruder von Eduard VIII. auf Rang zwei der Thronfolge. Nach der Abdankung Eduards VIII. 1936 wurde ihr Vater König. Seitdem führte sie bis zu ihrer Eheschließung im Jahre 1960 den Titel und Namen „HRH The Princess Margaret“.
Bis zur Geburt ihres Neffen Charles im Jahr 1948 stand Prinzessin Margaret an zweiter Stelle der Thronfolge von Großbritannien. Sie wurde gemeinsam mit ihrer Schwester, Kronprinzessin Elisabeth, von der Gouvernante Marion Crawford und Privatlehrern erzogen. Eine Schule besuchten die beiden Mädchen nie und wuchsen ohne gleichaltrige Spielkameraden auf. Während des Zweiten Weltkriegs blieben sie in Windsor Castle.
In der ersten Hälfte der 1950er Jahre hatte Prinzessin Margaret eine Liebesbeziehung mit dem königlichen Stallmeister Oberst Peter Townsend. Das Verhältnis wurde im Juli 1953 öffentlich bekannt. Da Townsend ein Bürgerlicher und geschieden war, kam eine königliche Hochzeit aus Sicht der Regierung und der anglikanischen Kirche nicht in Betracht. Er wurde daraufhin als Luftwaffenattaché an die britische Botschaft in Brüssel versetzt. Mit Vollendung ihres 25. Lebensjahrs im August 1955 war Prinzessin Margaret nicht mehr auf die Zustimmung ihrer Schwester, die seit 1952 Königin war, zu einer möglichen Hochzeit angewiesen. Obwohl sie – wie im Jahr 2004 veröffentlichte Unterlagen ergaben – bei einer Heirat ihre Titel und die Zuwendung aus der Zivilliste hätte behalten können, entschied sie sich, dem Druck von Regierung und Kirche nachzugeben, und verkündete am 31. Oktober 1955 das Ende ihrer Beziehung mit Townsend.
1960 heiratete Prinzessin Margaret den Fotografen Antony Armstrong-Jones, der im darauffolgenden Jahr von ihrer Schwester, Königin Elisabeth II., zum Earl of Snowdon erhoben wurde. Mit ihm hatte sie zwei Kinder, David Armstrong-Jones, Viscount Linley, und Lady Sarah Armstrong-Jones.
Die Ehe war aufgrund ihrer unterschiedlichen Persönlichkeiten von Anfang an Belastungen ausgesetzt. Laut Margarets Vertrauten Lady Glenconner schrieb Armstrong-Jones öfter beleidigende Notizen für seine Ehefrau, wie etwa „Du siehst aus wie eine jüdische Maniküristin“, und versteckte sie zwischen Buchseiten. In späteren Jahren kamen außereheliche Affären beider hinzu.
Die Prinzessin verbrachte ihre Urlaube zumeist ohne ihren Mann auf Mustique in der Karibik, wo sie ein Urlaubsdomizil besaß. Grund und Boden des Domizils waren ein Hochzeitsgeschenk des damaligen Besitzers der Insel, Margarets Jugendfreund Colin Tennant, 3. Baron Glenconner (Lord Glenconner), gewesen.
Prinzessin Margaret galt als gesellig und künstlerisch interessiert, sie sang und spielte Klavier. Vor allem in den 1960er und 1970er Jahren pflegte sie privaten Umgang mit Mick Jagger, David Niven und Peter Sellers.
In den 1970er Jahren führte sie eine achtjährige Beziehung mit dem 17 Jahre jüngeren Roddy Llewellyn. Ihre Ehe mit Armstrong-Jones wurde 1978 geschieden, was in der Britischen Königsfamilie das erste Mal seit 438 Jahren stattfand.
Prinzessin Margaret ging danach keine neue Ehe ein.

### Letzte Jahre und Tod
In den letzten Lebensjahren verschlechterte sich ihr Gesundheitszustand. 1985 erkrankte sie an Lungenkrebs, ihr linker Lungenflügel wurde entfernt. Am 23. Februar 1998 erlitt sie einen leichten Schlaganfall während eines Urlaubs auf Mustique. Ein Jahr später folgte ein Sturz, der ihre Mobilität dauerhaft beeinträchtigte. Weitere Schlaganfälle folgten in den Jahren 2000 und 2001, sie war nun dauerhaft auf einen Rollstuhl angewiesen. Beim 100. Geburtstag ihrer Tante Alice, Duchess of Gloucester, trat sie im Dezember 2001 zum letzten Mal in der Öffentlichkeit auf.
Prinzessin Margaret starb am 9. Februar 2002 um 06:30 Uhr Ortszeit nach ihrem vierten Schlaganfall vom Vortag im King Edward VII’s Hospital in London im Schlaf. Auf eigenen Wunsch erhielt sie eine Feuerbestattung im Krematorium von Slough. Ihre Urne wurde im Grab ihrer Eltern in der St George’s Chapel von Windsor Castle beigesetzt. Zum Zeitpunkt ihres Todes stand sie an elfter Stelle der britischen Thronfolge hinter den Nachfahren ihrer Schwester, Königin Elisabeth.

## Aufgaben
Prinzessin Margaret trat schon früh neben ihren Eltern in der Öffentlichkeit auf, so bei der Krönung ihres Vaters. Seit Ende der 1950er Jahre nahm sie für Königin Elisabeth II. regelmäßig Aufgaben in der Öffentlichkeit wahr. Dazu gehörten auch Auslandsreisen, insbesondere in Commonwealth-Staaten.
Ab 1951 war Prinzessin Margaret eine Staatsrätin (englisch Counsellors of State). Als solche konnte sie gewisse Amtsgeschäfte und Hoheitsrechte der Monarchin wahrnehmen, wenn diese im Ausland weilte oder anderweitig verhindert war, etwa durch eine kurzfristige Erkrankung. Zwei beliebige Staatsräte können den Sitzungen des Privy Council beiwohnen, staatliche Dokumente unterzeichnen oder die Empfehlungsschreiben neuer Botschafter entgegennehmen. Ihr Nachfolger wurde 1985 der Earl of Wessex.
Außerdem war sie Schirmherrin zahlreicher Organisationen im Vereinigten Königreich und im Commonwealth. Ihre Schwerpunkte waren dabei die Bereiche Musik, Ballett sowie Wohltätigkeitsorganisationen. Sie war Präsidentin der National Society for the Prevention of Cruelty to Children (vergleichbar dem Deutschen Kinderschutzbund).
Wie fast alle Mitglieder der Königsfamilie war Prinzessin Margaret Ehrenoberst einer größeren Anzahl von Einheiten aller Teilstreitkräfte im Vereinigten Königreich und in anderen Staaten des Commonwealth.

## Nachwirken
Princess Margaret galt als eine der schillerndsten Persönlichkeiten des Hauses Windsor. Wegen ihres unsteten und skandalträchtigen Lebenswandels findet ihre Lebensgeschichte auch nach ihrem Tod das Interesse der britischen Presse. 2006 ließen ihre Kinder die umfangreiche Juwelen- und Preziosensammlung der Prinzessin über das Auktionshaus Christie’s versteigern und erzielten dabei einen zweistelligen Millionenbetrag; der Erlös sollte die anfallende hohe Erbschaftsteuer teilweise decken sowie der britischen Schlaganfallhilfe zufließen. Es war das erste Mal in der Geschichte überhaupt, dass der Schmuck der Schwester eines noch regierenden Monarchen öffentlich versteigert wurde.
In Kanada wird die Erinnerung an Princess Margaret besonders gepflegt: In Fredericton in der Provinz New Brunswick trägt eine Brücke über den Saint John River ihren Namen. In Toronto wurde das renommierte, auf Krebstherapie spezialisierte Lehr- und Forschungskrankenhaus Princess Margaret Hospital unter der Schirmherrschaft ihrer Nichte Prinzessin Anne 1958 nach ihr benannt, ebenso die das Krankenhaus tragende Stiftung Princess Margaret Hospital Foundation. Auch auf den Bahamas (Akutkrankenhaus), in Hongkong (Akutkrankenhaus mit Schwerpunkt Nephrologie und Urologie) und im westaustralischen Perth (Kinderkrankenhaus) gibt es jeweils ein nach ihr benanntes Princess Margaret Hospital. Auf der Grenadinen-Insel Bequia, einer Nachbarinsel von Mustique, heißt eine Bucht bei Port Elisabeth, wo sie geschwommen sein soll, Princess Margaret Bay.
Über Princess Margaret sind zahlreiche Biografien auf Englisch erschienen, aktuelle Übersetzungen ins Deutsche liegen nicht vor.

## Nachkommen
Aus der am 6. Mai 1960 geschlossenen Ehe zwischen Prinzessin Margaret Rose und Antony Armstrong-Jones, Earl of Snowdon, stammen zwei Kinder:
1. David Armstrong-Jones, 2. Earl of Snowdon (* 3. November 1961 in London), ist seit dem 8. Oktober 1993 mit Hon. Serena Alleyne Stanhope (* 1. Mai 1970 in Limerick, Irland) verheiratet. Sie haben zwei Kinder. Der als David Linley bekannte Möbeldesigner und seine Kinder nehmen in der Thronfolge die Plätze jenseits der Nr. 25 ein und werden in der offiziellen Liste nicht mehr geführt.[13]
  1. Charles Patrick Inigo Armstrong-Jones, Viscount Linley (* 1. Juli 1999)
  2. Lady Margarita Elizabeth Rose Alleyne Armstrong-Jones (* 14. Mai 2002)
2. The Lady Sarah Frances Elizabeth Chatto, geborene Armstrong-Jones (* 1. Mai 1964 in London), ist seit dem 14. Juli 1994 mit dem Schauspieler und Künstler Daniel Chatto St. George Sproule (* 22. April 1957) verheiratet. Sie haben zwei gemeinsame Söhne. Lady Sarah und ihre Söhne sind Nummer 29 bis 31 der Thronfolge.
  1. Samuel David Benedict Chatto (* 28. Juli 1996)
  2. Arthur Robert Nathaniel Chatto (* 5. Februar 1999 in London)

## Vorfahren
| Ahnentafel Princess Margaret, Countess of Snowdon | Ahnentafel Princess Margaret, Countess of Snowdon                                         | Ahnentafel Princess Margaret, Countess of Snowdon                                            | Ahnentafel Princess Margaret, Countess of Snowdon                                             | Ahnentafel Princess Margaret, Countess of Snowdon                                                     | Ahnentafel Princess Margaret, Countess of Snowdon                           | Ahnentafel Princess Margaret, Countess of Snowdon                           | Ahnentafel Princess Margaret, Countess of Snowdon                           | Ahnentafel Princess Margaret, Countess of Snowdon                           |
| ------------------------------------------------- | ----------------------------------------------------------------------------------------- | -------------------------------------------------------------------------------------------- | --------------------------------------------------------------------------------------------- | --- | --------------------------------------------------------------------------- | --------------------------------------------------------------------------- | --------------------------------------------------------------------------- | --------------------------------------------------------------------------- |
| Ururgroßeltern                                    | Prinz Albert von Sachsen-Coburg und Gotha (1819–1861) ⚭ 1840 Königin Victoria (1819–1901) | König Christian IX. von Dänemark (1818–1906) ⚭ 1842 Landgräfin Louise von Hessen (1817–1898) | Alexander von Württemberg (1804–1885) ⚭ 1835 Gräfin Claudine Rhédey von Kis-Rhéde (1812–1841) | Adolphus Frederick, 1. Duke of Cambridge (1774–1850) ⚭ 1818 Landgräfin Auguste von Hessen (1797–1889) | Thomas George Lyon-Bowes (1801–1834) ⚭ Charlotte Grimstead (1798–1881)      | Oswald Smith (1794–1863) ⚭ 1824 Henrietta Mildred Hodgson (1805–1891)       | Charles Cavendish-Bentinck (1780–1826) ⚭ 1816 Anne Wellesley (1788–1876)    | Edwyn Burnaby (1798–1867) ⚭ 1829 Anne Caroline Salisbury (1805–1881)        |
| Urgroßeltern                                      | König Eduard VII. (1841–1910) ⚭ 1863 Prinzessin Alexandra von Dänemark (1844–1925)        | König Eduard VII. (1841–1910) ⚭ 1863 Prinzessin Alexandra von Dänemark (1844–1925)           | Herzog Franz von Teck (1837–1900) ⚭ 1866 Prinzessin Mary Adelaide (1833–1897)                 | Herzog Franz von Teck (1837–1900) ⚭ 1866 Prinzessin Mary Adelaide (1833–1897)                         | Claude Bowes-Lyon (1824–1904) ⚭ 1853 Frances Smith (1833–1922)              | Claude Bowes-Lyon (1824–1904) ⚭ 1853 Frances Smith (1833–1922)              | Charles Cavendish-Bentinck (1817–1865) ⚭ 1859 Caroline Burnaby (1832–1918)  | Charles Cavendish-Bentinck (1817–1865) ⚭ 1859 Caroline Burnaby (1832–1918)  |
| Großeltern                                        | König Georg V. (1865–1936) ⚭ 1893 Prinzessin Maria von Teck (1867–1953)                   | König Georg V. (1865–1936) ⚭ 1893 Prinzessin Maria von Teck (1867–1953)                      | König Georg V. (1865–1936) ⚭ 1893 Prinzessin Maria von Teck (1867–1953)                       | König Georg V. (1865–1936) ⚭ 1893 Prinzessin Maria von Teck (1867–1953)                               | Claude Bowes-Lyon (1855–1944) ⚭ 1881 Cecilia Cavendish-Bentinck (1862–1938) | Claude Bowes-Lyon (1855–1944) ⚭ 1881 Cecilia Cavendish-Bentinck (1862–1938) | Claude Bowes-Lyon (1855–1944) ⚭ 1881 Cecilia Cavendish-Bentinck (1862–1938) | Claude Bowes-Lyon (1855–1944) ⚭ 1881 Cecilia Cavendish-Bentinck (1862–1938) |
| Eltern                                            | König Georg VI. (1895–1952) ⚭ 1923 Elizabeth Bowes-Lyon (1900–2002)                       | König Georg VI. (1895–1952) ⚭ 1923 Elizabeth Bowes-Lyon (1900–2002)                          | König Georg VI. (1895–1952) ⚭ 1923 Elizabeth Bowes-Lyon (1900–2002)                           | König Georg VI. (1895–1952) ⚭ 1923 Elizabeth Bowes-Lyon (1900–2002)                                   | König Georg VI. (1895–1952) ⚭ 1923 Elizabeth Bowes-Lyon (1900–2002)         | König Georg VI. (1895–1952) ⚭ 1923 Elizabeth Bowes-Lyon (1900–2002)         | König Georg VI. (1895–1952) ⚭ 1923 Elizabeth Bowes-Lyon (1900–2002)         | König Georg VI. (1895–1952) ⚭ 1923 Elizabeth Bowes-Lyon (1900–2002)         |

## Titel

Persönliches Wappen

Persönliche Standarte als Mitglied der königlichen Familie

- Her Royal Highness Princess Margaret of York (21. August 1930 – 11. Dezember 1936)
- Her Royal Highness The Princess Margaret (11. Dezember 1936 – 3. Oktober 1961)
- Her Royal Highness The Princess Margaret, Countess of Snowdon (3. Oktober 1961 – 9. Februar 2002)

## Orden und Ehrenzeichen
| Jahr | Staat                  | Orden/Ehrenzeichen                                 | Klasse           |
| ---- | ---------------------- | -------------------------------------------------- | ---------------- |
| 1947 | Vereinigtes Königreich | Order of the Crown of India                        | Companion        |
| 1948 | Niederlande            | Orden vom Niederländischen Löwen                   | Großkreuz        |
| 1953 | Vereinigtes Königreich | Royal Victorian Order                              | Dame Grand Cross |
| 1956 | Vereinigtes Königreich | Order of Saint John                                | Dame Grand Cross |
| 1956 | Sansibar               | Order of the Brilliant Star of Zanzibar            | 1. Klasse        |
| 1960 | Belgien                | Kronenorden                                        | Großkreuz        |
| 1965 | Uganda                 | Order of the Crown, Lion and Spear of Toro Kingdom |                  |
| 1971 | Japan                  | Orden der Edlen Krone                              | 1. Klasse        |
| 1990 | Vereinigtes Königreich | Royal Victorian Chain                              |                  |
| N/A  | Vereinigtes Königreich | Royal Family Order of King George V                |                  |
| N/A  | Vereinigtes Königreich | Royal Family Order of King George VI               |                  |
| N/A  | Vereinigtes Königreich | Royal Family Order of Queen Elizabeth II           |                  |